# Coll de les Abrines
El Coll de les Abrines és una collada situada a 550 m d'altitud situat a cavall dels termes municipals de Calders i de Monistrol de Calders, del Moianès.
Està situada en el camí que ressegueix la carena de la Serra de les Abrines, a la part septentrional d'aquesta serra.